# Pietro Alfonso Jorio
Pietro Alfonso Jorio, o Iorio (Sant'Angelo a Cancelli, 20 aprile 1841 – 15 novembre 1921), è stato un arcivescovo cattolico italiano.

## Biografia
Ordinato sacerdote nel 1866, venne consacrato vescovo a Roma, il 7 marzo 1880, dal cardinale Raffaele Monaco La Valletta nella chiesa di Sant'Alfonso all'Esquilino. Assegnato alla diocesi di Lacedonia divenne arcivescovo di Taranto il 27 marzo 1885. 
Il 15 novembre 1908 rassegnò le dimissioni e venne nominato arcivescovo titolare di Nicomedia. Morì il 15 novembre 1921 e la salma fu sepolta presso la cripta del Duomo di San Cataldo a Taranto.

## Genealogia episcopale
La genealogia episcopale è:
- Cardinale Scipione Rebiba
- Cardinale Giulio Antonio Santori
- Cardinale Girolamo Bernerio, O.P.
- Arcivescovo Galeazzo Sanvitale
- Cardinale Ludovico Ludovisi
- Cardinale Luigi Caetani
- Cardinale Ulderico Carpegna
- Cardinale Paluzzo Paluzzi Altieri degli Albertoni
- Papa Benedetto XIII
- Papa Benedetto XIV
- Cardinale Enrico Enriquez
- Arcivescovo Manuel Quintano Bonifaz
- Cardinale Buenaventura Córdoba Espinosa de la Cerda
- Cardinale Giuseppe Maria Doria Pamphilj
- Papa Pio VIII
- Papa Pio IX
- Cardinale Raffaele Monaco La Valletta
- Arcivescovo Pietro Alfonso Jorio